# François Le Danois de Joffreville
Pour les articles homonymes, voir Joffreville (homonymie) et Le Danois.
François Le Danois, marquis de Joffreville (ou Geoffreville),  mort le 17 février 1721, est un militaire français issu d'une famille de la noblesse d'épée. 
Servant dans la cavalerie, il participe à de nombreuses batailles des guerres de la Ligue d'Ausgbourg et de Succession d'Espagne. Il atteint le grade de lieutenant général des armées du roi de France et il est considéré par ses contemporains comme un officier de valeur. Il refuse d'être sous-gouverneur du jeune roi Louis XV et siège au Conseil de la guerre pendant la polysynodie, sans peser sur les décisions.

## Biographie

### Famille
Il est issu d'une famille de noblesse d'épée, d'origine lorraine, implantée dans les Ardennes au XVIe siècle. Son arrière-grand-père, Philibert Le Danois, seigneur de Geoffreville (lieu-dit de l'actuelle commune de Novion-Porcien), devient gouverneur de Rocroi en 1597 et ensuite la famille conserve cette charge. Toutefois, l'ascension de cette famille est longtemps bloquée à ce niveau, sans que ses membres parviennent à entrer dans la clientèle royale.
François Le Danois est le fils aîné de Philibert Le Danois, vicomte de Ronchères et marquis de Joffreville et de son épouse Antoinette d'Orjault (fille de François d'Orjault) mariés en 1652.
Il a pour frère et sœur : 
- Louis-Hubert Le Danois (mort en 1748), successeur de François comme marquis de Joffreville, maître de camp de cavalerie, chevalier de l'ordre de Saint-Louis, qui continue la famille.
- Catherine-Françoise Le Danois, qui épouse son cousin Jean-Philippe Le Danois, comte de Cernay[2].

### Carrière dans l'armée
François Le Danois de Joffreville est lieutenant du mestre de camp général de la cavalerie en 1679, puis mestre de camp du régiment de Longueval en 1689. Pendant la guerre des Réunions, il participe au siège de Luxembourg en 1684.
Il est également actif pendant la guerre de la Ligue d'Ausgbourg, servant sous Catinat en Piémont. En 1696, nommé brigadier, il participe au siège de Valence.

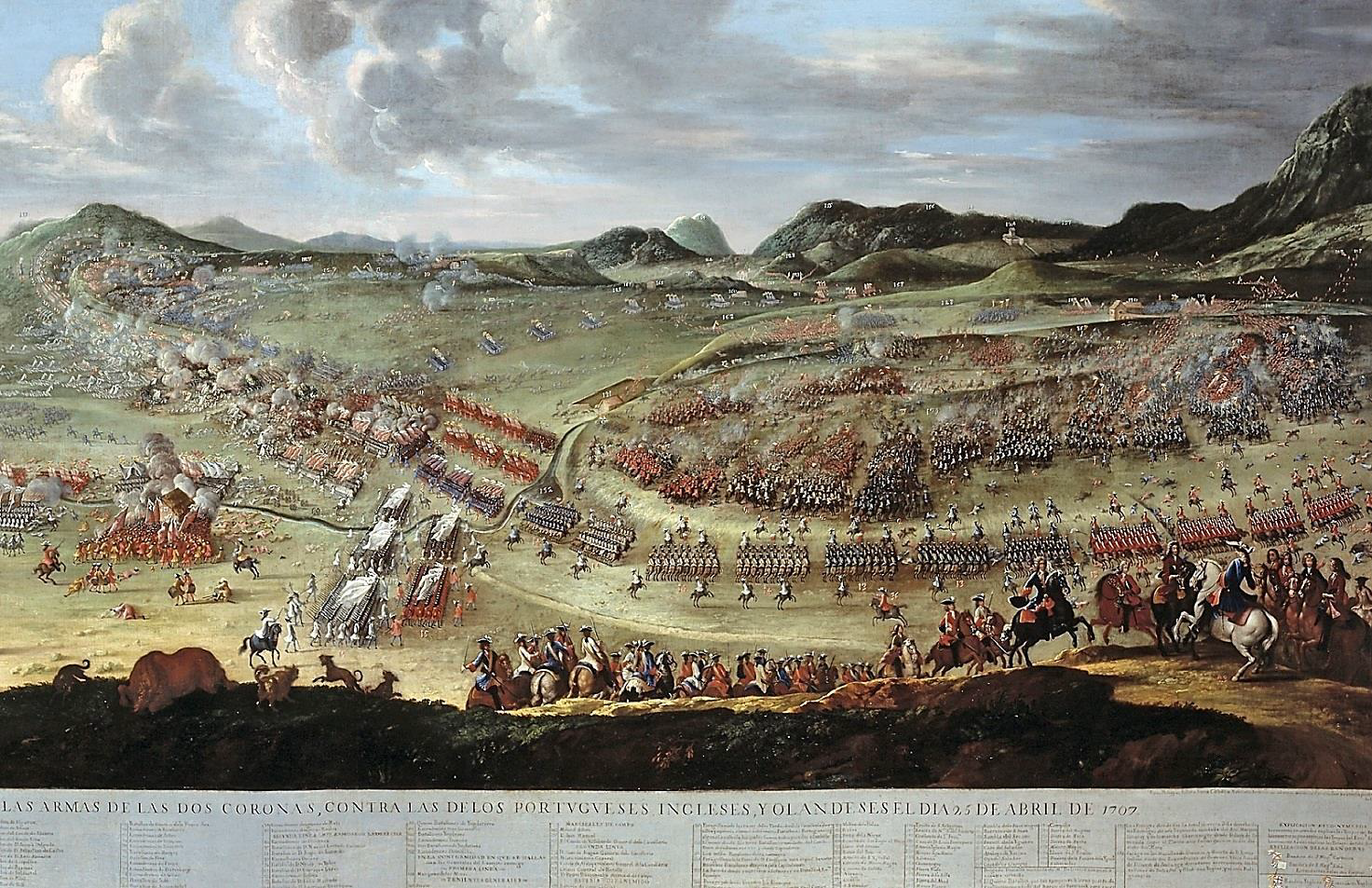
Bataille d'Almansa

En 1702, pendant la guerre de Succession d'Espagne, il contribue à la victoire de Nimègue. Promu au grade de maréchal de camp. Il participe aux en 1703 aux sièges de Brisach  et de Landau, et combat à Spire.
Devenu lieutenant-général en 1704, il prend part, sous les ordres de Berwick, du duc d'Orléans et de Bezons, à de nombreux combats en Espagne, de 1704 à 1709. Il maintient ainsi le front d'Andalousie en 1706 pendant que tout le reste de l'armée part assièger Barcelone. En 1707, il participe à la bataille d'Almansa en avril puis est nommé en août gouverneur de Saragosse et de l'Aragon. Il est au siège de Lérida en octobre puis à celui de Tortose en 1708. Son activité en Espagne est appréciée par Amelot, qui y représente alors Louis XIV.
Il sert ensuite en Flandre, sous les maréchaux de Villars et de Montesquiou, puis en Piémont. Le maréchal de Villars, que Joffreville retrouvera plus tard au Conseil de la Guerre, parle de lui dans ses Mémoires comme d'un « lieutenant général de grande réputation et qui la méritoit ».
Il est nommé gouverneur de Bapaume en 1712. Il participe cette même année aux sièges de Douai, du Quesnoy, de Bouchain en 1712, à ceux de Landau et  de Fribourg en 1713, et à celui de Barcelone en 1714. Son rôle dans ce dernier siège est notamment relevé par La Gazette du 1er septembre 1714 et un officier de marine, dans une lettre privée, écrit qu'il est « un des meilleurs officiers de cavalerie que le Roy ait dans ses troupes et qui s'est fort signalé dans ce siège »

### Un manque d'ambition politique?

#### Un étonnant refus
En 1715, selon les dernières volontés de Louis XIV, il devait devenir un des deux sous-gouverneurs du jeune roi Louis XV, sous l'autorité du gouverneur le maréchal de Villeroy. En effet, dans le premier codicille de son testament, rédigé à Versailles le 13 août 1715, Louis XIV précise : 

« Je nomme pour sous-gouverneur [...] Geoffreville lieutenant général de mes armées. Au surplus, je confirme ce qui est dans mon testament, que je veux être exécuté dans tout ce qu’il contient. »

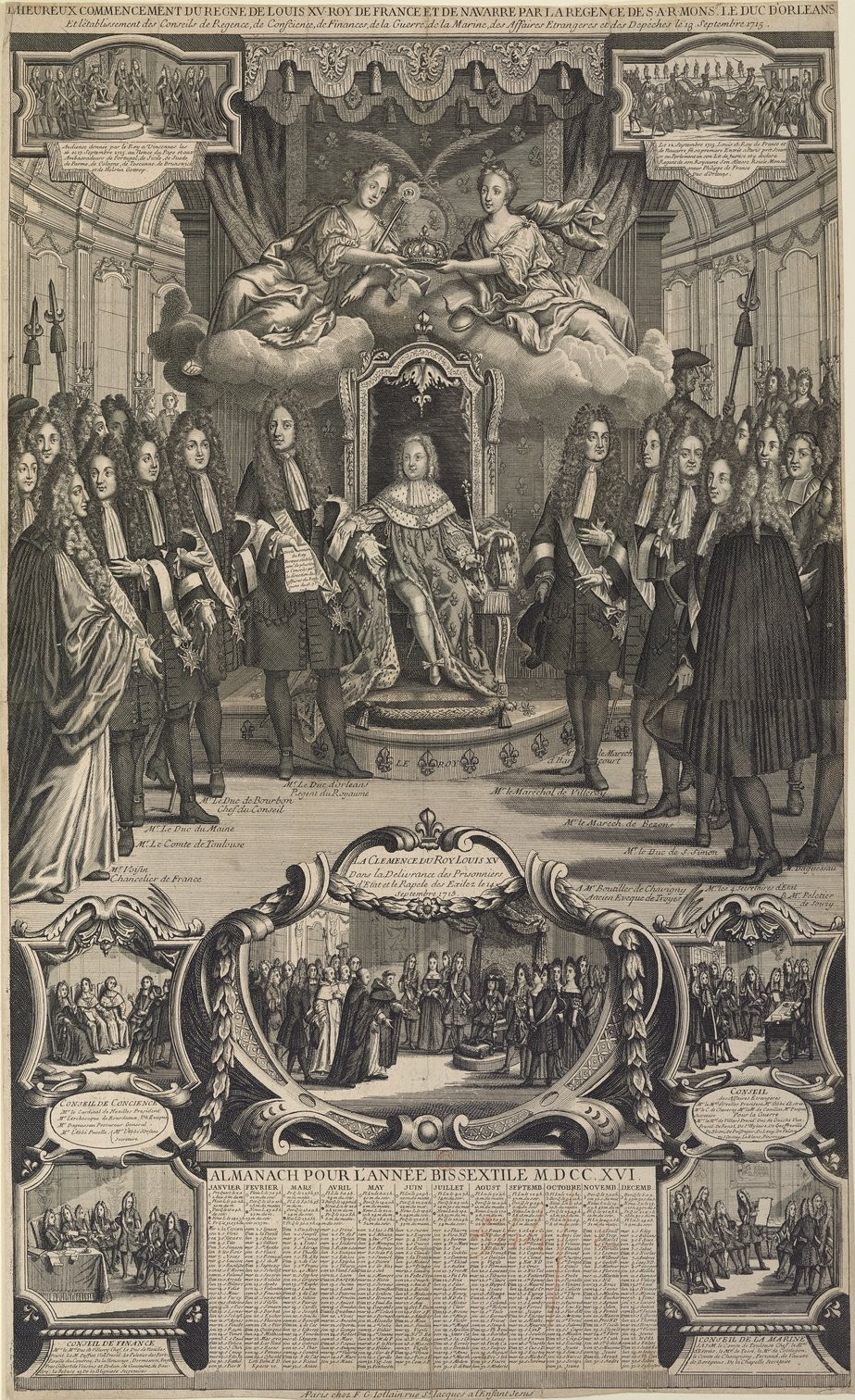
L'heureux commencement du règne de Louis XV, Roy de France et de Navarre par la régence de S. A. R. Monseigneur le duc d'Orléans et l'établissement des Conseils

Par cette décision, Louis XIV, laissant le royaume à son arrière-petit-fils âgé de seulement cinq ans, cherche probablement à établir une continuité entre l'enfant Louis XV et son père disparu, le duc de Bourgogne, sous qui Joffreville a servi pendant sa carrière militaire. Curieusement, ce dernier refuse cette place de sous-gouverneur, pourtant enviable. Pour Saint-Simon, Joffreville décline cette proposition parce que :  

« il était fort bien avec M. le duc d'Orléans [...] il était aussi fort bien avec M. le duc du Maine ; il vit promptement la difficulté de ce double attachement dans cette place auprès du jeune roi. C'était un homme honnête et sage, il refusa sous prétexte de sa santé. »

Le Régent et le duc du Maine étant des adversaires politiques, Joffreville se serait donc retrouvé dans une situation ingérable de double fidélité, selon Saint-Simon. Les historiens actuels pensent que ce refus peut aussi s'expliquer par la peur de ne pas être à la hauteur de la tâche ou parce qu'il sait que le Régent lui réserve un poste ailleurs,.

#### Un conseiller très discret
En effet, dans le cadre de la polysynodie mise en place en septembre 1715, et pour tenir compte de la volonté de Louis XIV de récompenser Joffreville, le Régent le nomme au Conseil de la guerre, présidé par le maréchal de Villars. Joffreville y est naturellement chargé de la cavalerie, conjointement avec le marquis de Lévis.
En fait, Joffreville y intervient peu et n'y est guère écouté, même à propos des projets de réforme de la cavalerie, menés par Claude Le Blanc. Quand le comte d'Evreux entre au Conseil de la guerre, en août 1716, Joffreville perd ses attributions, tout en continuant à assister aux séances, alors que le Conseil de la guerre devient au fil du temps, selon le mot de Saint-Simon, « une pétaudière ».
Après la suppression de la polysynodie et par conséquent du Conseil de la guerre en septembre 1718, Joffreville combat à nouveau en Espagne en 1719. Sa mort le 17 février 1721 est annoncée par le Mercure de France.

## Héraldique
| Blason | Blasonnement : D'azur à la croix d'argent, les extrémités fleurdelisées d'or |

#### Sources datant de l'Ancien Régime
- Testament de Louis XIV (lire en ligne).
- Louis-François Le Fèvre de Caumartin, Procez-verbal de la recherche de la noblesse de Champagne fait par Monsieur de Caumartin, avec les armes et les blazons de chaque famille, Châlons, 1673 (réimpression 1852) (lire en ligne), p. 63.
- Jean-Joseph Expilly, Dictionnaire géographique, historique et politique des Gaules et de la France, t. VI, Amsterdam, Desaint et Saillant, 1770 (lire en ligne), p. 377.
- Pinard, Chronologie historique-militaire, contenant l'histoire de la création de toutes les charges, dignités et grades militaires supérieurs, de toutes les personnes qui les ont possédés... des troupes de la maison du Roi. Les lieutenants généraux des armées du Roi jusqu'en 1715 ..., t. IV : Contenant les lieutenants généraux des armées du Roi depuis la création de cette charge en 1621 jusqu'au règne de Louis XV en 1715, Paris, 1761 (lire en ligne), p. 615-616.
- Louis de Rouvroy de Saint-Simon, Mémoires complets et authentiques du duc de Saint-Simon sur le siècle de Louis XIV et la Régence. (lire en ligne)
- Claude-Louis-Hector de Villars, Collection des mémoires relatifs à l'histoire de France ; 69-70. Mémoires du maréchal de Villars. 2 / , t. II-III, Paris, 1828 (lire en ligne), p. 353.

#### Historiographie actuelle
- Laurent Bourquin, Noblesse seconde et pouvoir en Champagne aux XVIe et XVIIe siècles, Paris, Éditions de la Sorbonne, coll. « Histoire moderne » (no 27), 1994, 333 p. (ISBN 978-2-85944-845-5, lire en ligne).
- Catherine Désos, Les Français de Philippe V : Un modèle nouveau pour gouverner l'Espagne (1700-1724), Strasbourg, Presses universitaires de Strasbourg, coll. « Sciences de l’histoire », 2009 (ISBN 979-10-344-0425-4, lire en ligne).
- Alexandre Dupilet, La régence absolue. Philippe d'Orléans et la polysynodie (1715-1718), Seyssel, Champ Vallon, coll. « époques », 2011, 437 p. (ISBN 978-2-87673-547-7).
- Pascale Mormiche, Le petit Louis XV. Enfance d'un prince, genèse d'un roi (1704-1725), Ceyzérieu, Champ Vallon, coll. « époques », 2018, 422 p. (ISBN 979-10--267-0739-4), p. 159-160.